# USS Toro (SS-422)
USS Toro (SS-422) là một  tàu ngầm lớp Tench được Hải quân Hoa Kỳ chế tạo vào giai đoạn cuối Chiến tranh Thế giới thứ hai. Nó là chiếc tàu chiến duy nhất của Hải quân Hoa Kỳ được đặt cái tên này, theo tên chung của nhiều loài họ Cá nóc hòm, cá mắt kính và cá cavallo. Nhập biên chế năm 1944, nó đã phục vụ trong giai đoạn sau cùng của Thế Chiến II, chỉ thực hiện được hai chuyến tuần tra và không đánh chìm được mục tiêu nào trước khi cuộc xung đột chấm dứt. Con tàu xuất biên chế một thời gian ngắn vào năm 1946-1947, rồi tiếp tục phục vụ trong giai đoạn Chiến tranh Lạnh cho đến năm 1963, rồi bị bán để tháo dỡ vào năm 1965. Toro được tặng thưởng hai Ngôi sao Chiến trận do thành tích phục vụ trong Thế Chiến II.

## Thiết kế và chế tạo

### Thiết kế
Lớp tàu ngầm Tench là sự cải tiến tiếp theo của các lớp tàu ngầm hạm đội   Balao và   Gato, vốn đã chứng minh thành công trong hoạt động chống Nhật Bản tại Mặt trận Thái Bình Dương. Lớp tàu này, tích lũy những kinh nghiệm trong giai đoạn đầu của cuộc xung đột, là lớp tàu ngầm cuối cùng được Hải quân Hoa Kỳ chế tạo trong chiến tranh.
Những chiếc lớp Tench có chiều dài 311 ft 9 in (95,02 m), mạn tàu rộng 27 ft 4 in (8,33 m) và mớn nước tối đa 17 ft (5,2 m), có trọng lượng choán nước 1.570 tấn Anh (1.600 t) khi nổi và 2.414 tấn Anh (2.453 t) khi lặn. Chúng trang bị bốn động cơ diesel Fairbanks-Morse 38D8-⅛ 10-xy lanh chuyển động đối xứng, dẫn động máy phát điện để cung cấp điện năng cho hai động cơ điện, đạt được công suất 5.400 shp (4.000 kW) cho phép di chuyển với tốc độ tối đa 20,25 hải lý trên giờ (37,50 km/h) khi nổi. Khi hoạt động ngầm dưới nước, chúng được cung cấp điện từ hai dàn ắc-quy Sargo 126-cell để vận hành hai động cơ điện General Electric lõi kép tốc độ chậm, có công suất 2.740 shp (2.040 kW) và đạt tốc độ tối đa 8,75 kn (16,21 km/h). Tầm xa hoạt động là 16.000 hải lý (30.000 km) khi đi trên mặt nước ở tốc độ 10 kn (19 km/h) và có thể hoạt động kéo dài đến 75 ngày; tuy nhiên khả năng hoạt động ngầm bị giới hạn bởi dung lượng điện ắc-quy, sẽ cạn trong 48 giờ khi di chuyển với tốc độ 2 kn (3,7 km/h). Chiếc tàu ngầm mang theo tiếp liệu đủ cho mười sĩ quan và 71 thủy thủ trong 75 ngày.
Lớp Tench được trang bị mười ống phóng ngư lôi 21 in (530 mm), gồm sáu ống trước mũi và bốn ống phía đuôi tàu, và mang theo tổng cộng 28 quả ngư lôi. Vũ khí trên boong tàu gồm một hải pháo 5 inch/25 caliber, một khẩu pháo phòng không Bofors 40 mm nòng đơn và một khẩu đội Oerlikon 20 mm nòng đôi, kèm theo hai súng máy .50 caliber.

### Chế tạo
Toro được đặt hàng vào ngày 22 tháng 2, 1943 và được đặt lườn tại Xưởng hải quân Portsmouth ở  Kittery, Maine vào ngày 27 tháng 5, 1944. Nó được hạ thủy vào ngày 23 tháng 8, 1944, được đỡ đầu bởi bà Alan G. Kirk, và được cho nhập biên chế cùng Hải quân Hoa Kỳ vào ngày 8 tháng 12, 1944 dưới quyền chỉ huy của Hạm trưởng, Trung tá Hải quân James D. Grant.

## Lịch sử hoạt động

### Thế Chiến II
Sau khi hoàn tất việc trang bị, Toro tiến hành chạy thử máy và huấn luyện ngoài khơi các vùng biển Portsmouth, New Hampshire, Newport, Rhode Island và New London, Connecticut trước khi đi đến Key West, Florida vào ngày 11 tháng 2, 1945. Tại đây chiếc tàu ngầm đã phục vụ huấn luyện cho Trường Sonar Hạm đội, rồi khởi hành từ Key West vào ngày 28 tháng 2 để cùng tàu ngầm Bumper (SS-333) hướng sang vùng kênh đào Panama. Sau một tuần lễ huấn luyện tại đây, hai chiếc tàu ngầm tiếp tục hành trình vào ngày 15 tháng 3 để đi sang khu vực Thái Bình Dương, đi đến Trân Châu Cảng vào ngày 1 tháng 4. Toro tiếp tục huấn luyện trong thành phần Đội tàu ngầm 101 tại vùng biển Hawaii.

#### Chuyến tuần tra thứ nhất
Cùng với tàu ngầm Billfish (SS-286), Toro xuất phát từ Trân Châu Cảng vào ngày 24 tháng 4 cho chuyến tuần tra đầu tiên trong chiến tranh. Nó đi đến Saipan vào ngày 6 tháng 5 để tiếp thêm nhiên liệu và sửa chữa, rồi tiếp tục chuyến tuần tra từ ngày 10 tháng 5, đi đến khu vực hoạt động tìm kiếm và giải cứu được chỉ định về phía Nam Shikoku và phía Đông Kyūshū vào ngày 16 tháng 5. Chiếc tàu ngầm thường xuyên đụng độ với máy bay tuần tra đối phương, và đến ngày 18 tháng 5 đã dò thấy sóng radar phát ra từ một tàu ngầm đối phương, nên tìm cách tiếp cận để tấn công, nhưng mất dấu mục tiêu sau đó.
Trong khi tuần tra ngoài khơi eo biển Bungo, Toro thường xuyên được phân công nhiệm vụ tìm kiếm và giải cứu hỗ trợ cho các chiến dịch không kích xuống chính quốc Nhật Bản. Trước bình minh ngày 25 tháng 5, nó được tin tức về một máy bay ném bom B-29 Superfortress buộc phải hạ cánh xuống biển, nên đã lập tức lên đường tìm kiếm bất chấp biển động và tầm nhìn kém. Dưới sự hỗ trợ dẫn đường của máy bay bạn, nó cứu vớt được hai thành viên đội bay đã trôi nổi trong áo phao trên biển suốt ba giờ rưỡi, rồi vớt thêm được một người khác 20 phút sau đó, và tiếp tục cuộc tìm kiếm cho đến hết ngày hôm đó. Đang khi tuần tra trên mặt biển vào sáng ngày hôm sau, nó dò được tín hiệu radar một mục tiêu trên mặt nước ở khoảng cách 2.000 yd (1.800 m), nên đã đổi hướng để tiếp cận. Bất ngờ một quả ngư lôi băng qua trước mũi tàu, chứng tỏ tàu đối phương đã phát hiện ra Toro trước. Toro lẫn tránh nhưng mất dấu mục tiêu sau đó. Nó tiếp tuần tra tại khu vực eo biển Bungo cho đến ngày 14 tháng 6, khi nó lên đường hướng về quần đảo Mariana, đi đến Apra Harbor thuộc đảo Guam năm ngày sau đó.

#### Chuyến tuần tra thứ hai
Sau khi được tái trang bị cặp bên mạn tàu tiếp liệu tàu ngầm Fulton (AS-11), Toro xuất phát từ Guam vào ngày 14 tháng 7 cho chuyến tuần tra thứ hai. Nó ghé đến Saipan để tiếp thêm nhiên liệu và nước, đồng thời thay thế số ngư lôi bằng kiểu ngư lôi Mark 18, rồi đi đến khu vực tuần tra được chỉ định ở phía Nam Shikoku vào ngày 24 tháng 7.
Cuối ngày hôm đó, Toro tách xa khỏi khu vực tuần tra cho nhiệm vụ tìm kiếm một phi công bị bắn rơi, nhưng không có kết quả. Các máy bay hỗ trợ trên không phải rời đi lúc 18 giờ 00 đã đặt chiếc tàu ngầm vào một tình huống nguy hiểm, vì nó ở ngay trên hướng hoạt động của một đội đặc nhiệm Hoa Kỳ tiến hành càn quét tàu bè. Không đủ thời gian để rời khỏi khu vực, Toro bắt gặp đội đặc nhiệm qua radar lúc 20 giờ 55 phút. Cho dù đã tìm mọi cách để xác định nhận dạng, nó vẫn trở thành mục tiêu của hai tàu chiến vốn tiếp cận tới tốc độ 22 kn (41 km/h). Tàu khu trục Colahan (DD-658) nổ súng nhắm vào Toro với loạt đạn pháo đầu tiên từ khoảng cách 7.400 thước Anh (6.767 m). Chiếc tàu ngầm phải lặn khẩn cấp để né tránh, đồng thời tìm cách xác định nhận dạng bằng pháo sáng, bom khói và sonar, nhưng các tàu chiến vẫn tấn công, lúc Toro đã lặn đến độ sâu 150 ft (46 m). Nó tiếp tục lặn xuống đến độ sâu 400 ft (120 m). Các hạm tàu nổi, tin rằng Colahan đã đánh chìm một tàu canh phòng Nhật Bản, tiếp tục ở lại khu vực trong suốt nữa giờ để tìm kiếm những người sống sót, không hề biết rằng mục tiêu của họ lại là một tàu ngầm bạn.
Đến 01 giờ 00 ngày 25 tháng 7, Toro trồi lên mặt nước và quay trở lại khu vực tuần tra của nó; ngay trong sáng hôm đó, nó cứu vớt ba phi công người Anh trôi nổi trên một bè cứu sinh. Chiếc tàu ngầm tiếp tục nhiệm vụ tìm kiếm và giải cứu trong suốt cuộc không kích xuống Nhật Bản trong ngày 28 tháng 7, và lúc sau giữa trưa ngày 30 tháng 7, nó nhận được tín hiệu cầu cứu từ một máy bay tiêm kích P-51 Mustang gặp sự cố kỹ thuật. Chiếc máy bay lượn vòng quanh chiếc tàu ngầm trước khi viên phi công Không lực nhảy dù ra khỏi máy bay từ độ cao chỉ có 800 ft (240 m); anh ta được vớt lên tàu chỉ bảy phút sau đó. Các phi công người Anh được chuyển sang tàu ngầm Gabilan (SS-252) vào ngày 1 tháng 8.
Đang khi phục vụ tìm kiếm và giải cứu trong ngày 5 tháng 8, Toro lần lượt giải cứu hai phi công Không lực bị rơi trên biển. Khi cuộc xung đột chấm dứt do Nhật Bản chấp nhận đầu hàng vào ngày 15 tháng 8, chiếc tàu ngầm tiếp tục tuần tra, phá hủy một số thủy lôi trôi nổi trên biển ở phía Nam Honshū, rồi rời khỏi khu vực vào ngày 17 tháng 8 để quay trở về căn cứ. Nó đi ngang qua Guam trước khi về đến Midway vào ngày 27 tháng 8.
Đến ngày 4 tháng 9, Toro xuất phát từ Midway cho hành trình quay trở về Hoa Kỳ, đi ngang qua Trân Châu Cảng và kênh đào Panama để đi sang vùng bờ Đông. Sau khi về đến Philadelphia, Pennsylvania vào ngày 31 tháng 10, con tàu được chuẩn bị để cho ngừng hoạt động. Trong tháng 1, 1946, nó được kéo đến New London, Connecticut, nơi con tàu được cho cho xuất biên chế vào ngày 7 tháng 2, 1946 và được đưa về Hạm đội Dự bị Đại Tây Dương.

## Phần thưởng
Toro được tặng thưởng hai Ngôi sao Chiến trận do thành tích phục vụ trong Thế Chiến II.
|  |  | Bronze star · Bronze star |
|  |  |                           |

| Dãi băng Hoạt động Tác chiến         | Huân chương Chiến dịch Hoa Kỳ           | Huân chương Chiến dịch Châu Á-Thái Bình Dương với 2 Ngôi sao Chiến trận |
| Huân chương Chiến thắng Thế Chiến II | Huân chương Phục vụ Chiếm đóng Hải quân | Huân chương Phục vụ Phòng vệ Quốc gia                                   |